# 威尼斯亞 (亞利桑那州)
威尼斯亞（英語：Venezia）是位於美國亞利桑那州亞瓦派縣的一個非建制地區。該地的面積和人口皆未知。

## 地理
威尼斯亞的座標為34°23′35″N 112°25′01″W / 34.39306°N 112.41694°W，而該地的平均海拔高度為1902米（即6240英尺）。